# Van Buren (Maine)
Van Buren is een plaats (town) in de Amerikaanse staat Maine, en valt bestuurlijk gezien onder Aroostook County. De plaats is genoemd naar Martin Van Buren.

## Demografie
Bij de volkstelling in 2000 werd het aantal inwoners vastgesteld op 2631.

## Geografie
Volgens het United States Census Bureau beslaat de plaats een oppervlakte van 91,0 km², waarvan 87,9 km² land en 3,1 km² water. Van Buren ligt op ongeveer 143 m boven zeeniveau.

## Plaatsen in de nabije omgeving
De onderstaande figuur toont nabijgelegen plaatsen in een straal van 36 km rond Van Buren.